# French Open 2016 – čtyřhra vozíčkářek
Obhájcem titulu soutěže čtyřhry vozíčkářek na pařížském French Open 2016 byl nizozemský pár Griffioenová a van Kootová, který z finále odešel poražen.
Soutěž vyhrála druhá nasazená dvojice složená z 22leté Japonky Jui Kamidžiové a 23leté Britky Jordanne Whileyové, když v boji o titul zdolala turnajové jedničky – 31letou Jiske Griffioenovou hrající po boku 25leté Aniek van Kootové. Poté, co si obě dvojice rozdělily úvodní dva sety poměrem 6–4 a 4–6, rozhodl o vítězkách až supertiebreak čtyřbodovým rozdílem [10–6]. Oba páry se tak potkaly ve finále potřetí za sebou.
Kamidžiová získala druhý deblový titul z Roland Garros a v této soutěži osmý z Grand Slamu. Pro Whileyovou to byla také druhá pařížská trofej a sedmá deblová na majoru. Do žebříčku si každá z nich připsala 800 bodů a dvojice si rozdělila prémii 10 000 eur.

## Nasazení párů
1. Jiske Griffioenová /  Aniek van Kootová (finále)
2. Jui Kamidžiová /  Jordanne Whileyová (vítězky)

## Pavouk
| Legenda                                                       |                                                                        |                                                   |
| - Q – kvalifikant - WC – divoká karta - LL – šťastný poražený | - Alt – náhradník - SE – zvláštní výjimka - PR/SR – žebříčková ochrana | - w/o – bez boje - r – skreč - d – diskvalifikace |

|  | Semifinále | Semifinále                              | Semifinále                        | Semifinále | Semifinále |                                      |                            | Finále | Finále | Finále | Finále | Finále |
|  |            |                                         |                                   |            |            |                                      |                            |        |        |        |        |        |
|  | 1          | Jiske Griffioenová Aniek van Kootová    | 6                                 | 6          |            |                                      |                            |        |        |        |        |        |
|  |            | Sabine Ellerbrocková Charlotte Faminová | 3                                 | 4          |            |                                      |                            |        |        |        |        |        |
|  |            | Sabine Ellerbrocková Charlotte Faminová | 3                                 | 4          | 1          | Jiske Griffioenová Aniek van Kootová | 3                          | 6      | [6]    |        |        |        |
|  |            |                                         |                                   |            |            | Jiske Griffioenová Aniek van Kootová | 3                          | 6      | [6]    |        |        |        |
|  |            | 2                                       | Jui Kamidžiová Jordanne Whileyová | 6          | 4          | [10]                                 |                            |        |        |        |        |        |
|  |            | 2                                       | Jui Kamidžiová Jordanne Whileyová | 6          | 4          | [10]                                 | Marjolein Buis Lucy Shuker | 6      | 4      | [3]    |        |        |
|  |            |                                         |                                   |            |            |                                      | Marjolein Buis Lucy Shuker | 6      | 4      | [3]    |        |        |
|  | 2          | Jui Kamidžiová Jordanne Whileyová       | 4                                 | 6          | [10]       |                                      |                            |        |        |        |        |        |